# Wikisource
Wikisource [ˌvɪkiˈsɔːɹs] (aus hawaiisch wiki ‚schnell‘ und englisch source ‚Quelle‘) ist ein freies Online-Projekt zur Sammlung und Edition von Texten, die entweder urheberrechtsfrei (gemeinfrei) sind oder unter einer freien Lizenz stehen. Wie das Schwesterprojekt Wikipedia wird Wikisource von der Wikimedia Foundation betrieben und nutzt als Software MediaWiki.

## Geschichte
Das Projekt wurde am 24. November 2003 unter der temporären Internetadresse „sources.wikipedia.org“ begonnen, später bekam es seinen eigenen Domain-Namen wikisource.org. Der Projektname lautete anfänglich Project Sourceberg. Dieser Name war ein Wortspiel basierend auf Project Gutenberg, der ältesten digitalen Bibliothek der Welt – ebenfalls frei und von Ehrenamtlichen seit 1971 erstellt. Nach einer Abstimmung wurde der Name am 6. Dezember 2003 in „Wikisource“ geändert.
Das Projekt war zu Anfang mehrsprachig, aber es gab bereits Ausgliederungen in einzelne Sprachversionen. Die erste war die hebräische vom August 2004, da die hebräische Schrift von rechts nach links geschrieben und gelesen wird. Im Dezember desselben Jahres kam es zu einer Abstimmung über die Möglichkeit weiterer Sprachausgliederungen, aber erst im August 2005 war eine zweite Abstimmung positiv. Sogleich kam es zu 14 neuen Sprachversionen und bald darauf noch zu einigen weiteren. Seit Ende 2006 ist die Wikimedia Foundation strenger bezüglich der Einrichtung neuer Sprachversionen in einzelnen Projekten geworden.
Ähnlich wie in der Wikipedia werden auf inhaltlicher Ebene die einzelsprachlichen Wikisource-Projekte getrennt verwaltet. Dies zeigt sich in unterschiedlichen Standards hinsichtlich der Auswahl, Aufbereitung und Wiedergabe der E-Texte. Der deutschsprachige Projektzweig hegt seit seiner Neukonzeption im Frühjahr 2006 den Anspruch, E-Texte wissenschaftlich verwertbar zu präsentieren. Das schließt korrekte Angaben der Textquellen sowie das Bereitstellen gescannter Vorlagen ein. Zu den durch OCR oder manuelles Abtippen gewonnenen Rohtexten lesen die Mitarbeiter des Projektes kollektiv Korrektur, die Scans erlauben auch dem späteren Leser eine zusätzliche Kontrolle. Auf diese Weise soll die Zitierbarkeit der Texte gewährleistet werden. Als Textgrundlage sollen ausschließlich maßgebliche Ausgaben verwendet werden.
Am 11. November 2006 wurde mit der Zimmerischen Chronik das erste Großprojekt der deutschsprachigen Wikisource vollendet, wenig später, am 14. Dezember 2006, mit der Martina von Hugo von Langenstein das zweite. Seither wurden bei Wikisource unter anderem Textsammlungen zu lokalgeschichtlichen und anderen Themen, Transkriptionen von Gedichten, Märchen, Sagen, frühneuzeitlichen Flugschriften und Einblattdrucken, aber auch von ganzen Romanen und Nachschlagewerken (etwa der Allgemeinen Deutschen Biographie und Paulys Realencyclopädie der classischen Altertumswissenschaft) erstellt. Auf Autoren- und Themenseiten werden vielfach auch anderweitig im Internet verfügbare Digitalisate gelistet.
Seit August 2009 werden die Volltexte aus Wikisource im Katalog der Universitäts- und Stadtbibliothek Köln nachgewiesen.

## Statistik
Sprachübergreifend gesehen wird wikisource.org von Alexa Internet im sogenannten „Alexa Traffic Rank“ auf Rang 3932 (Stand November 2020) geführt. Von den registrierten Zugriffen erfolgten nach Sprachversion etwa 20 % auf die englische, 17 % auf die russische, 12 % auf die arabische, 9 % auf die persische, 7 % auf die spanische, 6 % auf die französische und 4 % auf die deutsche, der Rest verteilte sich auf die weiteren Sprachversionen (Stand: August 2014).
Am 12. Juli 2021 bestand die deutsche Wikisource aus 49.724 korrigierten Werken. Dort sind durchschnittlich etwas mehr als 100 Benutzer aktiv, d. h., sie haben wenigstens eine Bearbeitung in den vergangenen 30 Tagen verfasst.
| Typ                              | Anzahl |
| -------------------------------- | ------ |
| Werke                            | 56.192 |
| Zeitschriftenartikel             | 19.123 |
| Gedichte, Sonette, Kinderlyrik   | 10.212 |
| Märchen, Sagen, Fabeln, Schwänke | 6168   |
| Rechtstexte                      | 4596   |
| Darstellungen                    | 3808   |
| Briefe                           | 186    |
| Biographien, Autobiographien     | 466    |
| Lexika                           | 23     |
| Dramen, Komödien, Dialoge        | 134    |
| Romane                           | 150    |
| Reiseberichte                    | 310    |
| Kat.: Orte, Themen               | 1556   |
| Kat.: Autoren                    | 8514   |